# Поздеевская (Архангельская область)
Поздеевская — деревня в Коношском районе Архангельской области. Входит в состав Климовского сельского поселения.

## География
Находится в юго-западной части Архангельской области на расстоянии приблизительно 41 км на запад-юго-запад по прямой от административного центра района поселка Коноша на западном берегу озера Святое.

## История
В 1905 году здесь (деревня Кирилловского уезда Новгородской губернии) было учтено 19 дворов.

## Население
Численность населения: 99 человек (1905 год), 1 (русские 100 %) в 2002 году, 0 в 2010.